# Sibopathes macrospina
Sibopathes macrospina is een Antipathariasoort uit de familie van de Cladopathidae. De wetenschappelijke naam van de soort is voor het eerst geldig gepubliceerd in 1993 door Opresko.